# 斯坦尼斯拉夫·蒂利希

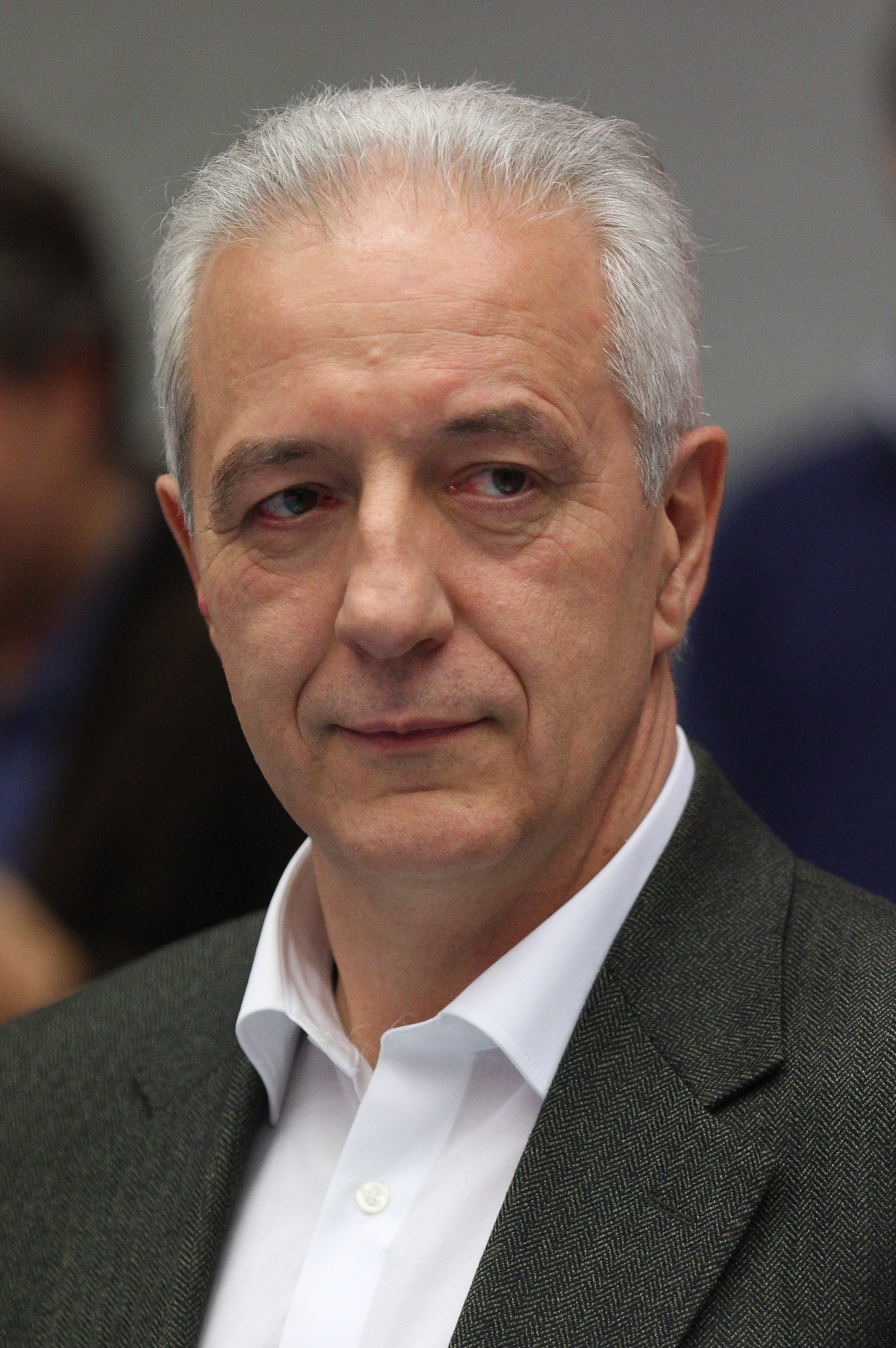

斯坦尼斯拉夫·蒂利希（Stanislaw Tillich，1959年4月10日—）是德國的一位政治人物，他是德國基督教民主聯盟黨員。2008年至2017年，他擔任薩克森州州長。他曾出任歐洲議會的議員，在2013年德國聯邦選舉之後加入基民盟。